# Débris (aéronautique)
Pour les articles homonymes, voir débris (homonymie) et FOD.

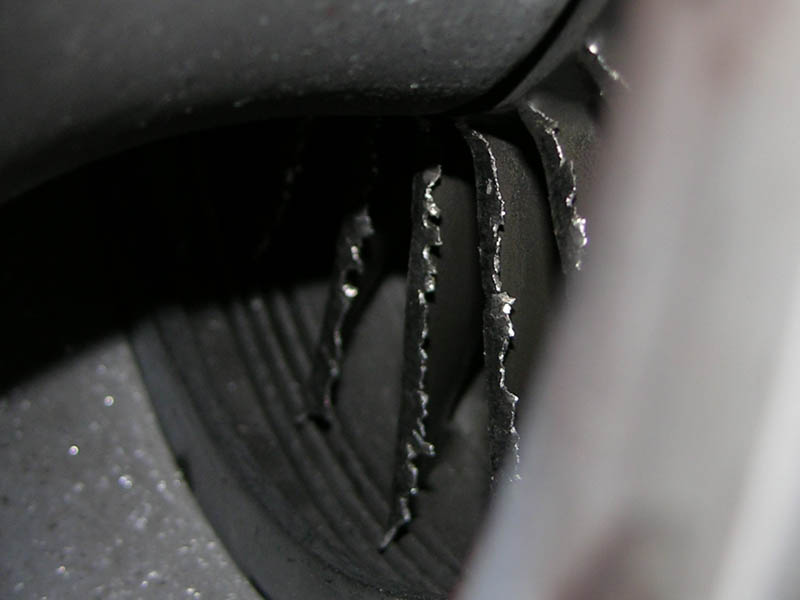
Cas typique d'ingestion de débris par un turbomoteur : Les pales du premier étage de compresseur d'un LTS101, installé sur un Bell 222, après avoir été victimes de l'ingestion d'un boulon qui n'avait pas été arrêté par la grille de protection d'entrée d'air. Les dégâts sont bien visibles et surtout importants.

En aéronautique, un corps étranger, ou débris, désigne tout type de substance, de débris ou d'élément, mécanique ou non, étant totalement étranger à un aéronef ou un système mais pouvant lui causer des dommages.

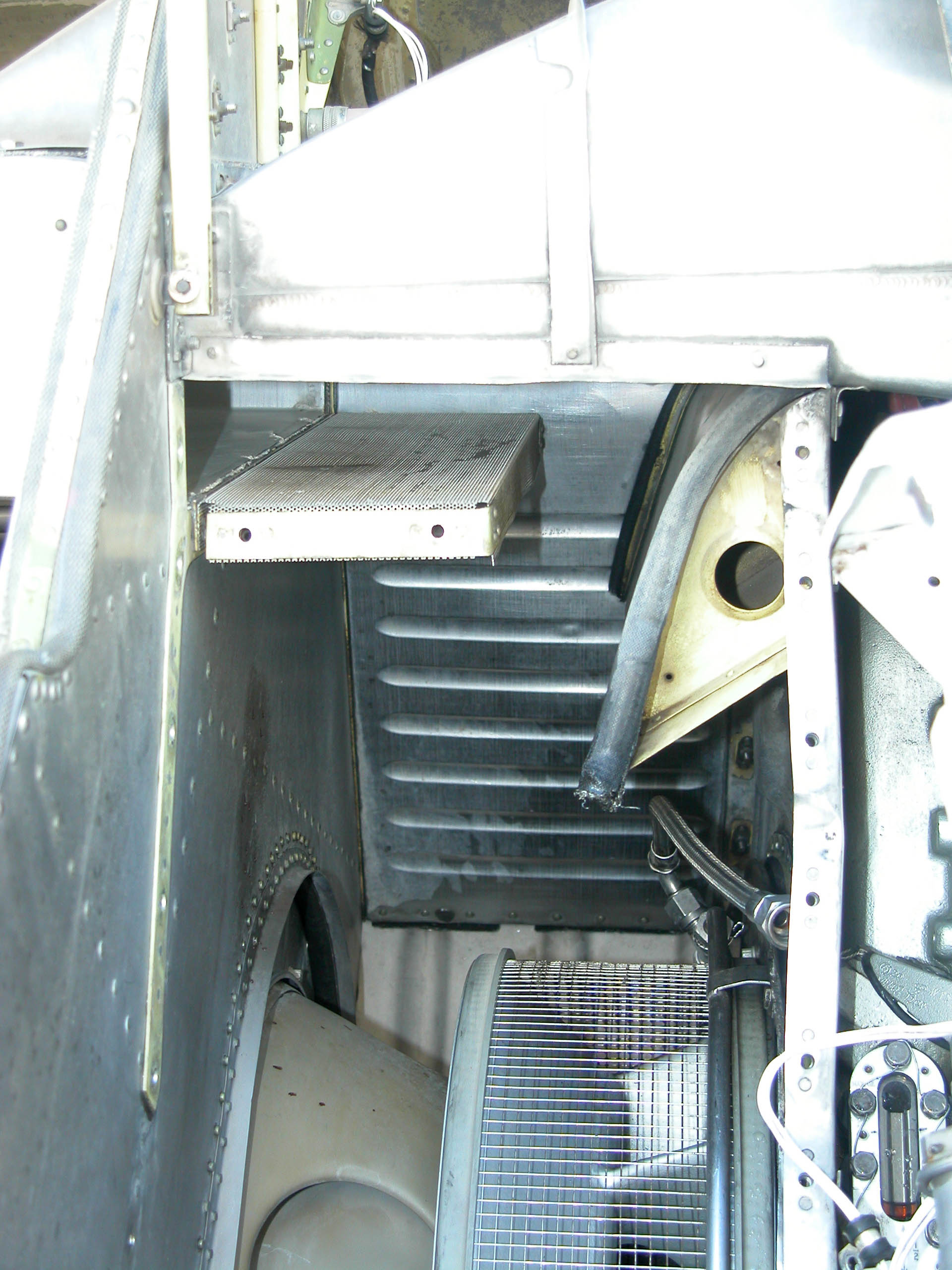
Système de déflexion des débris sur un PT6T installé sur un Bell 412. L'air entre en haut à droite, et le flux suit la pente incurvée vers l'entrée du moteur (également recouverte d'une grille). Les débris potentiellement aspirés ont trop d'inertie pour pouvoir effectuer un virage aussi serré et heurteront l'écran en haut à gauche, avant d'être expulsés par-dessus bord.

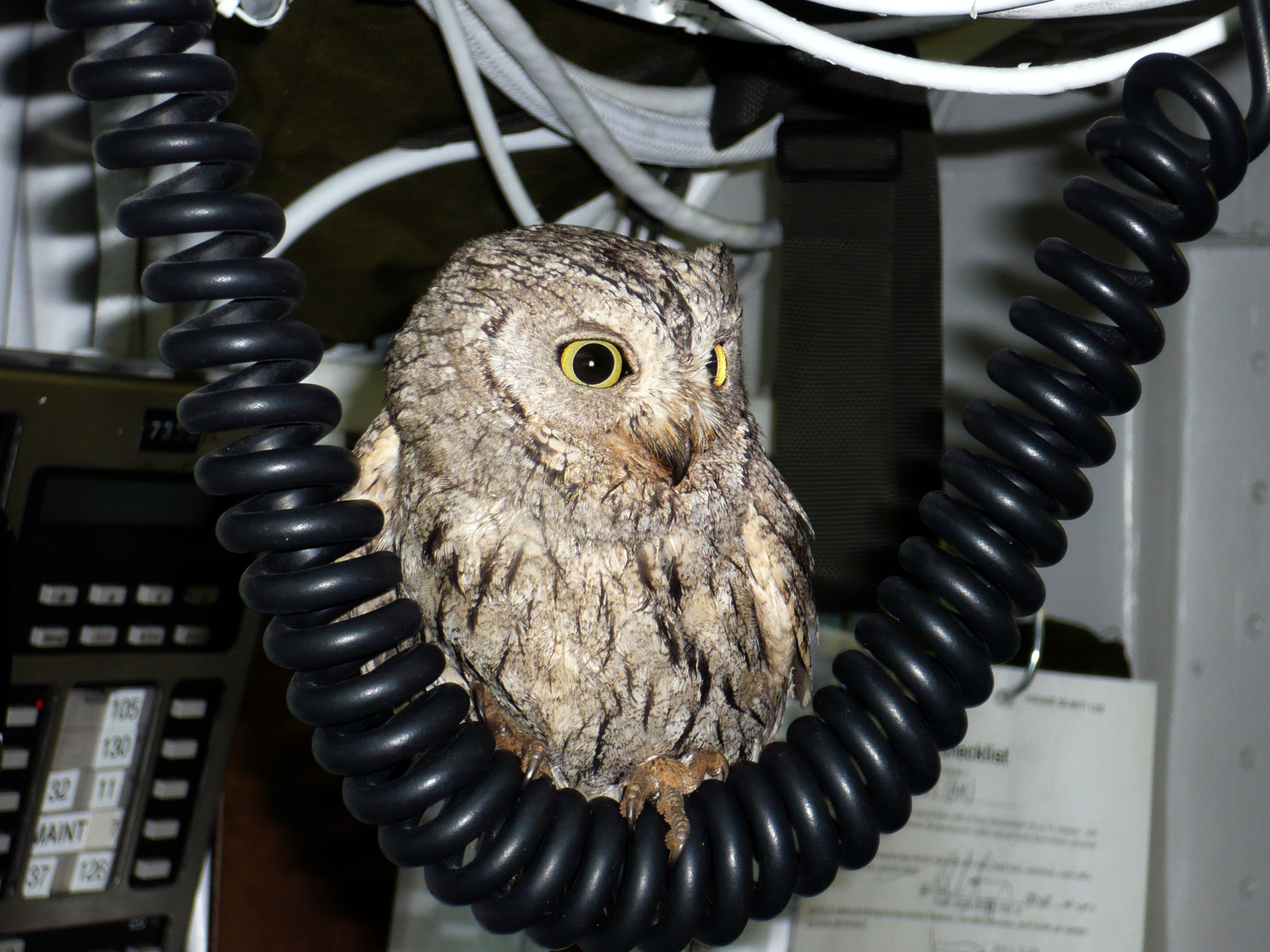
En, 2008, ce hibou petit-duc avait élu domicile dans le logement de train principal gauche d'un F/A-18 Hornet, sur un porte-avions américain. Découvert lors d'une inspection pré-vol et ensuite nommé « FOD », il est aussi potentiellement considéré comme un « débris » par la réglementation.

## Équivalent en anglais
Le terme anglais pour ce type d'éléments est « Foreign Object Debris », souvent désigné par l'acronyme FOD, mais ce terme désignait initialement l'ensemble des dommages causés par ces débris. Il était donc souvent lié au terme « Foreign Object Damage », qui était plus général,.
Le terme « damage » (dommages) était prévalent dans le domaine militaire, mais a depuis été remplacé par une définition de FOD signifiant « Foreign Object Debris ». Ce changement fut rendu « officiel » par les dernières circulaires de l'administration fédérale américaine (FAA), désignées « FAA A/C 150/5220-24 Airport Foreign Object Debris (FOD) Detection Equipment » (2009) et « FAA A/C 150/5210-24 Airport Foreign Object Debris (FOD) Management ». Eurocontrol, l'ECAC, et l'OACI se sont toutes ralliées derrière cette définition. Lors de sa présentation au congrès du National Association of FOD Prevention, Inc. (NAFPI), en août 2010, Iain McCreary, d'Insight SRI, déclarait à ce sujet : « Vous pouvez avoir une présence de débris sans présence de dommages, mais jamais de dommages sans débris ». Suivant ce principe, les systèmes de prévention FOD travaillent en détectant et analysant les débris, plutôt que les dommages. FOD se rapporte donc désormais aux débris, alors que les dommages seront désignés « FOD damage ».

## Exemples
Les « débris » internes (en anglais : « Internal FOD »), sont les dommages ou les dangers représentés par des corps étrangers présents à l'intérieur-même de l'avion. Par exemple, un « cockpit FOD » (débris de cockpit) est une situation lors de laquelle un élément se détache dans le poste de pilotage et perturbe ou entrave l'usage des commandes de vol. Les risques représentés par des outils (en anglais : « Tool FOD ») sont un danger pris très au sérieux, car il arrive relativement fréquemment que des outils soient oubliés à l'intérieur d'un appareil après qu'il a subi une opération d'entretien ou de maintenance. Des outils ou autres éléments peuvent être pris dans des câbles de commande, bloquer des parties mobiles, créer des courts-circuits ou mettre en danger le vol de l'aéronef concerné.
Afin de prévenir les risques d'« oubli » d'un outil dans un avion, les équipes de maintenance aéronautique ont des procédures de contrôle très strictes, incluant des inventaires de caisses à outils, permettant de s'assurer que tous les outils ayant été utilisés pour l'opération d'entretien ont été remis à leur place avant de déclarer l'aéronef bon pour le vol. Ces outils sont tous dotés d'un numéro de série (on dit parfois qu'ils sont « sérialisés »), afin de les tracer s'ils sont trouvés à un endroit où ils ne devraient pas être.
Ci-dessous quelques exemples classiques et courants de « débris » :

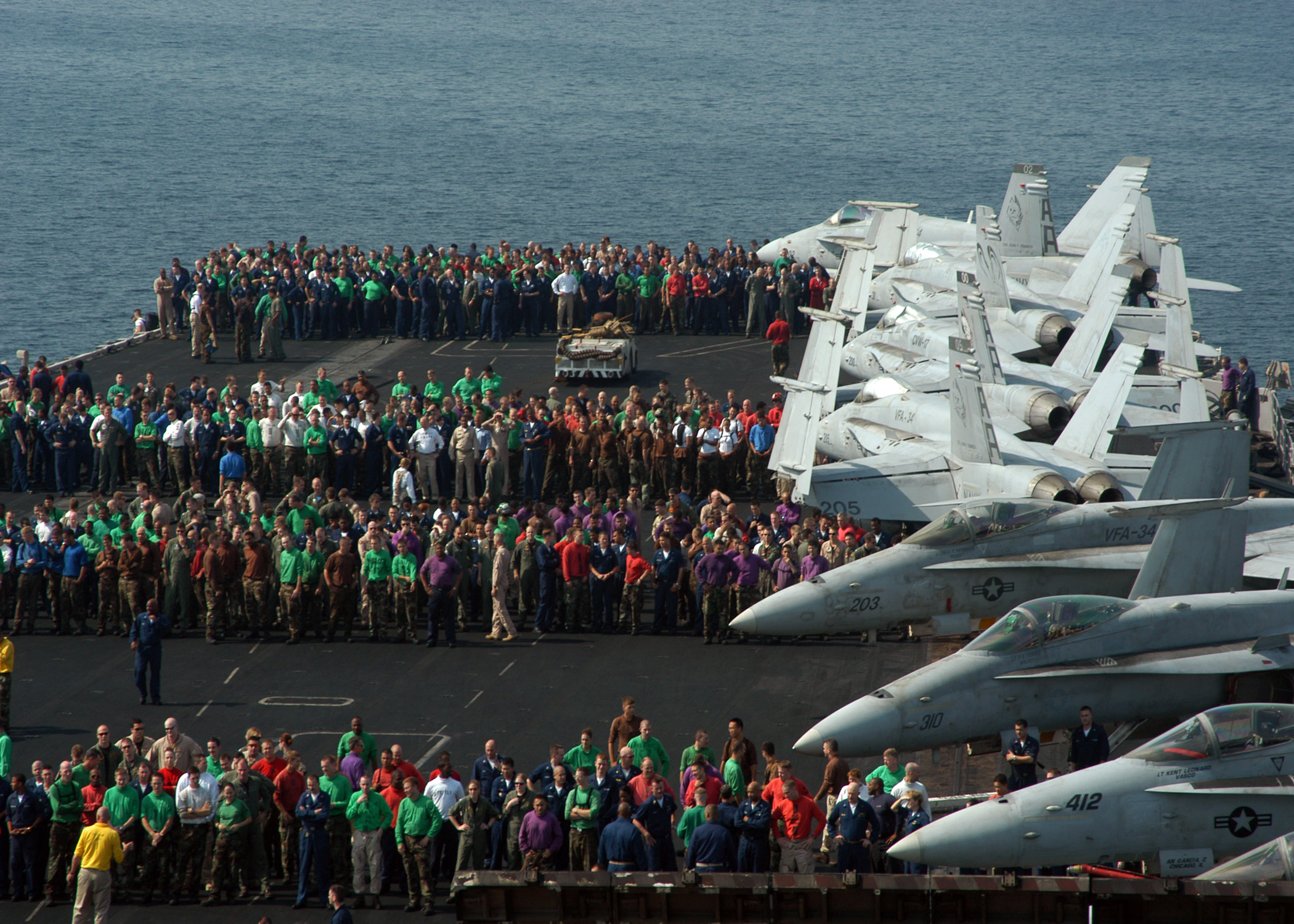
Le rite quotidien à bord d'un porte-avions : le « Foreign Object Damage walk », séance pendant laquelle le personnel doit détecter et retirer tout ce qui pourrait nuire à la sécurité des vols (Porte-avions américain USS John F. Kennedy (CV-67)).

- Pièces d'avion, cailloux, revêtements usés, équipement de pont ;
- Pièces provenant de véhicules terrestres ;
- Déchets, outillage de maintenance, etc. déposés sur les pistes/voies de service par distraction ou intentionnellement ;
- Grêle : Peut endommager lourdement les vitrages de pare-brise ou stopper les moteurs ;
- Glace : Sur les ailes, les hélices ou les entrées d'air des moteurs ;
- Oiseaux : Collisions avec les moteurs ou d'autres parties sensibles d'un aéronef ;
- Nuages de poussière ou de cendres : Conditions rencontrées pendant les tempêtes de sable, lors de missions en environnements désertiques, ou lors d'éruptions volcaniques ;
- Outils, boulons, copeaux de métal, câbles de sécurité (plombages), oubliés par erreur après des opérations de maintenance.

Tous les aéronefs peuvent occasionnellement perdre de petites pièces ou de petits éléments pendant le décollage ou l'atterrissage. Ces débris restent sur la piste et peuvent endommager, voire faire éclater les pneumatiques d'un appareil suivant, ou heurter le fuselage ou la canopée, voire être aspirés par un moteur. Bien que les équipes au sol des aéroports nettoient régulièrement les pistes, le crash du Concorde en juillet 2000 a prouvé que des accidents pouvaient toujours se produire. Dans ce cas précis, l'accident a été causé par un débris provenant d'un avion ayant décollé seulement quatre minutes plus tôt.
Sur les porte-avions, ainsi que sur les aérodromes militaires et certains aérodromes civils, des séances de balayage sont menées chaque jour avant le début des opérations aériennes. Une ou plusieurs lignes d'hommes d'équipage marchent épaule contre épaule le long des surfaces d'opération (le pont), recherchant et retirant tous les éléments étrangers pouvant mettre en jeu la sécurité des vols. Dans l'aéronavale, cette activité a été longtemps surnommée « la cueillette ».
L'eau peut elle aussi être considérée comme un « débris », dans la mesure où elle n'est pas présente en quantités raisonnables dans l'environnement direct de l'avion. Si la pluie n'entre évidemment pas dans cette catégorie, il est par contre fréquent que des avions décollent en utilisant une piste mal drainée, et se retrouvent confrontés à d'immenses flaques pouvant éteindre les moteurs (assez rare), ou créer d'importants phénomènes d’aquaplaning. De même, les hydravions ont généralement des moteurs placés assez haut, afin d'éviter d'aspirer de l'eau de mer en quantités exagérées pendant leur course de décollage.

## Les débris et l'aviation à réaction: Analyse des dangers et solutions

### Ingestion ou collision avec des débris
Les moteurs à réaction modernes (turbomoteurs et turboréacteurs) peuvent subir de très gros dégâts, même de la part de petits objets aspirés à l'intérieur de leur mécanique. Les cas les plus fréquents concernent des outils oubliés après une opération de maintenance, des vis ou des éléments de fixation mal serrés, ou des pièces entières, qui finissent par se détacher et sont aspirées par les puissants turboréacteurs de l'avion qui passe derrière l'avion qui a perdu l'élément en question.
Un autre facteur à prendre en compte est la localisation de l'aéroport ou de l'aérodrome sur lequel l'avion doit opérer. Les avions militaires opérant en théâtres d'opérations en milieux désertiques sont confrontés à de nombreux problèmes avec la poussière, la terre et le sable, qui peuvent être apportés par la météo (tempêtes de sable), ou par leurs propres hélices ou rotors. Pour les hélicoptères et les avions turbopropulsés, ces conditions sont souvent rencontrées lors de l'atterrissage, à cause des importants courants d'air créés par les pales des rotors ou des hélices. Au cours des missions militaires récentes, les nuages soulevés par les rotors ont endommagé plus d'hélicoptères que toutes les autres menaces réunies. D'autres cas concernent directement l'état de la piste, qui peut être dégradée et perdre des morceaux de son revêtement. L'incroyable force d'aspiration des turbofans de grandes dimensions équipant les gros avions modernes facilite énormément l'ingestion de débris posés au sol.

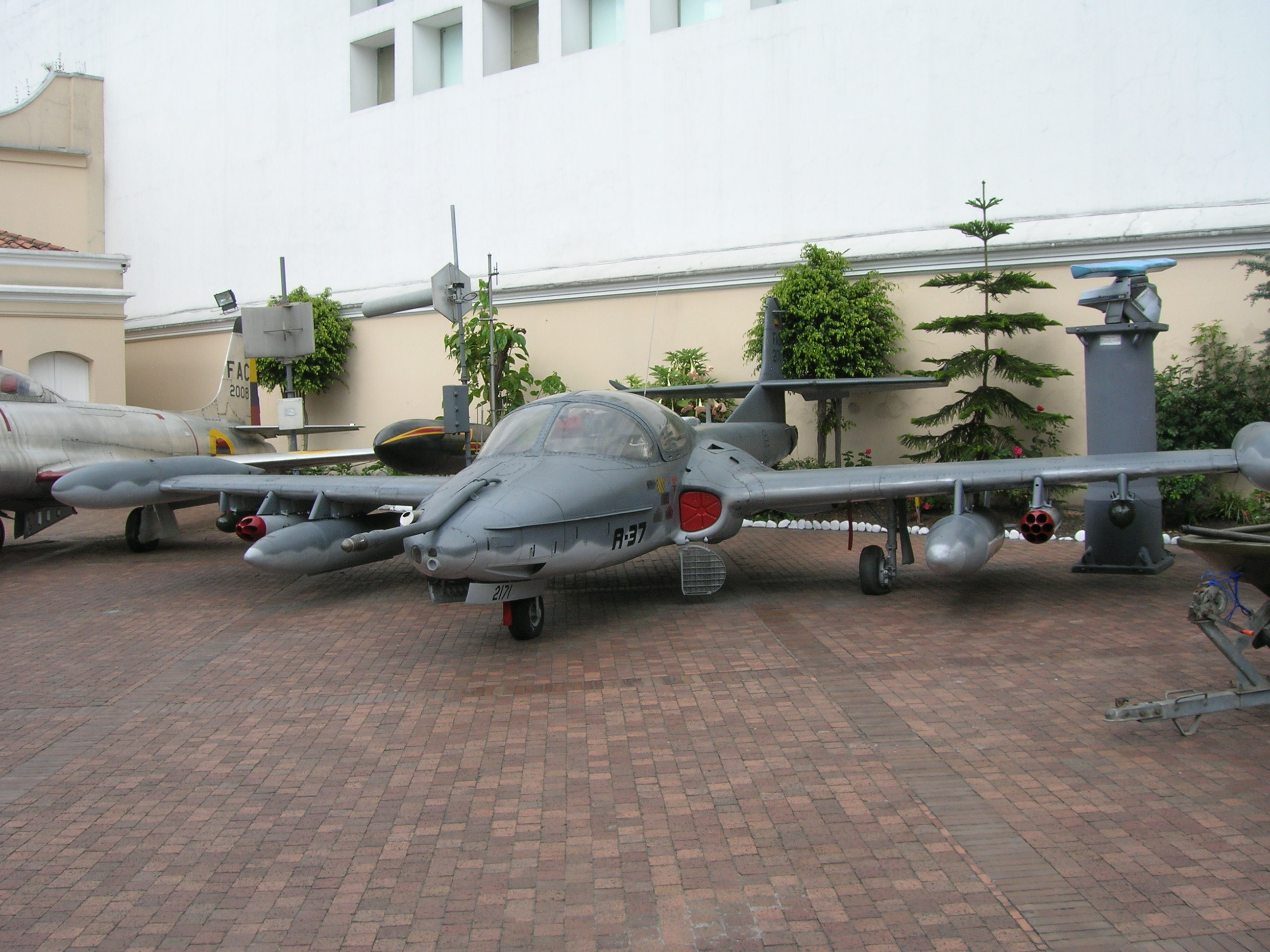
Sur cet A-37 Dragonfly, on voit sous les entrées d'air les grilles mobiles protégeant les moteurs de l'ingestion de débris.

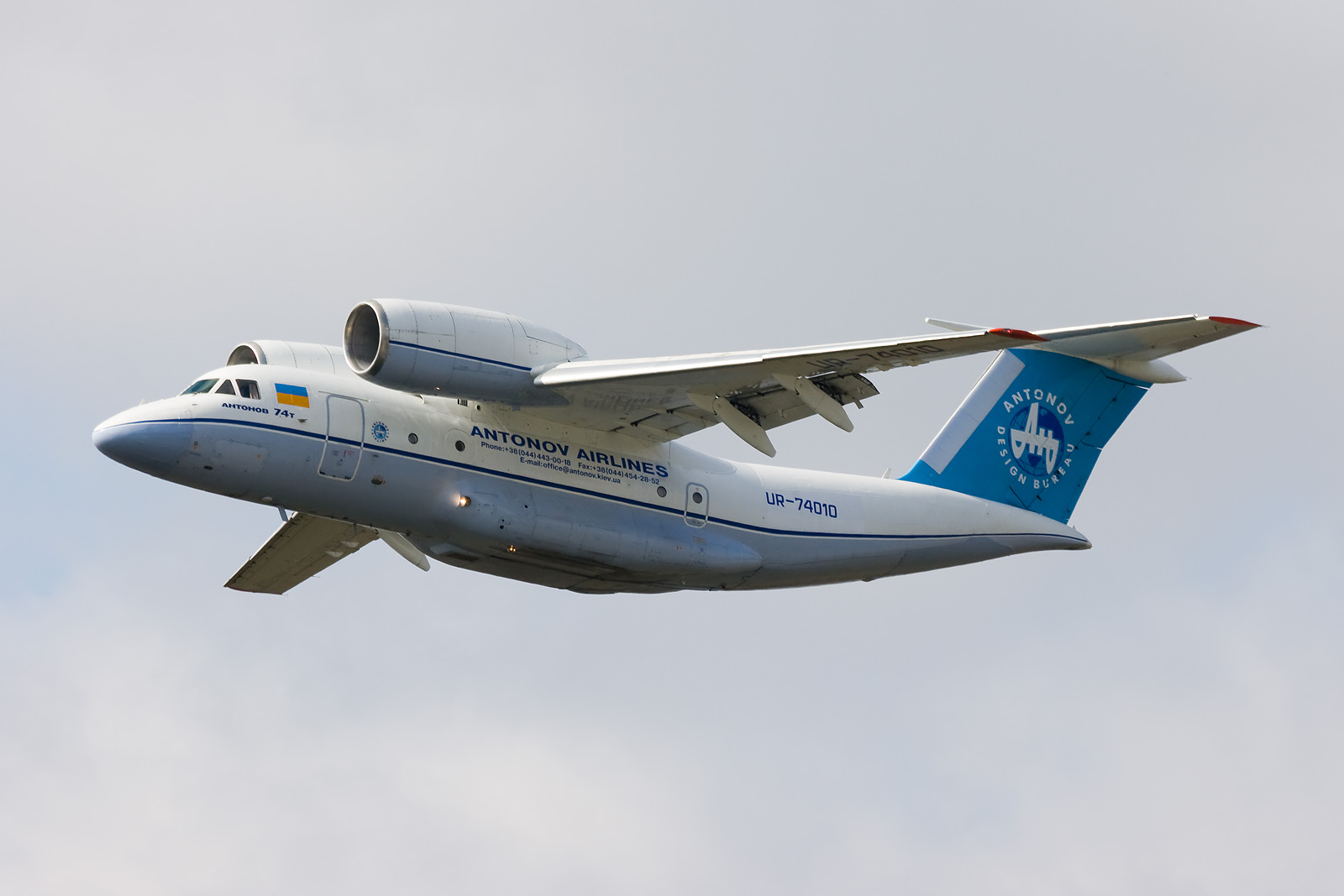
L'Antonov An-74 diminue les risques d'ingestion de débris grâce à des moteurs placés très en hauteur.

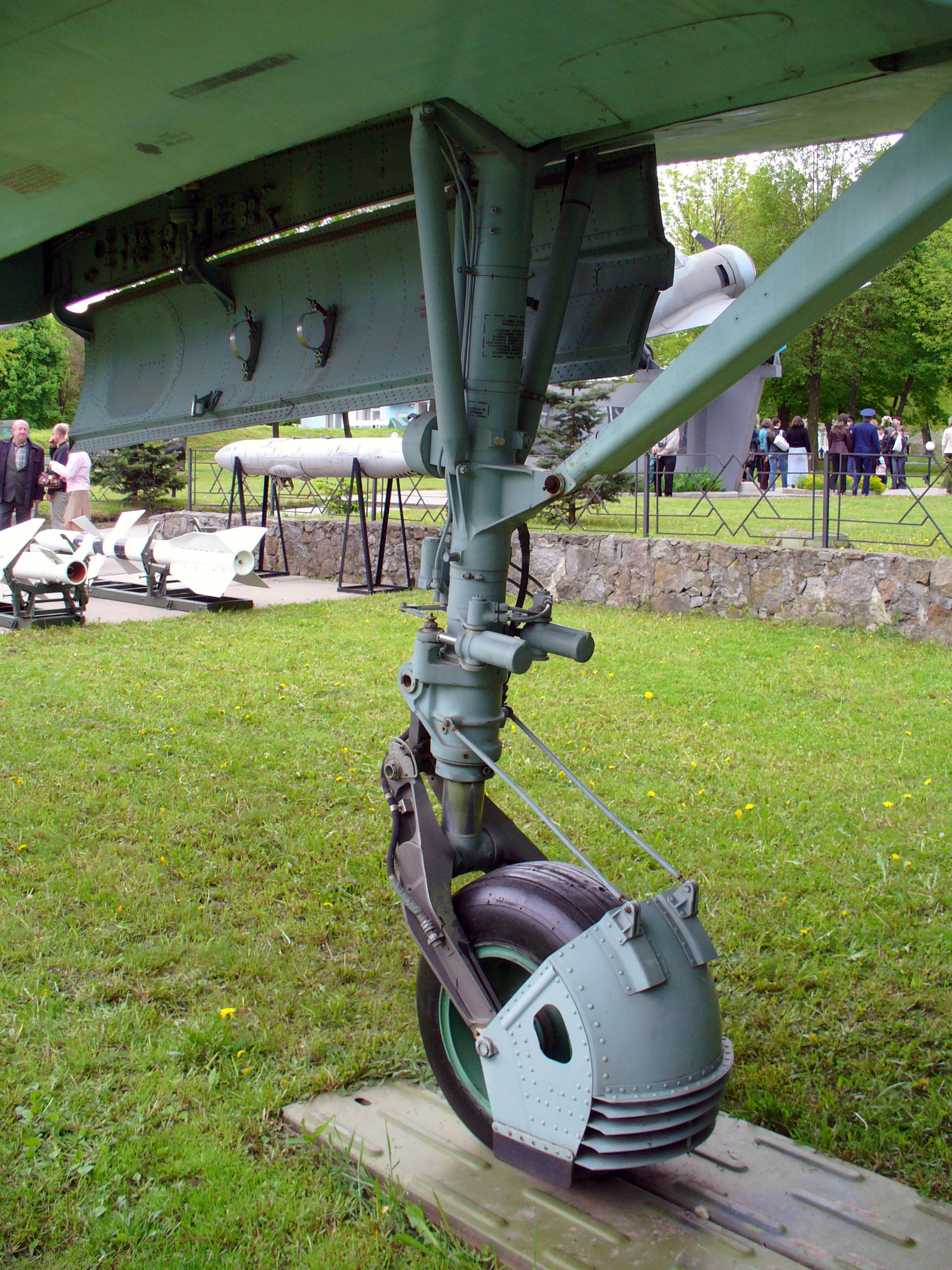
Le garde-boue équipant la roulette avant d'un Soukhoï Su-27. Ce système protège aussi bien les moteurs que le fuselage des projections de débris ou d'eau.

Il existe toutefois de nombreuses solutions techniques permettant de diminuer ce risque, bien qu'il soit toujours assez présent :
Certains appareils militaires étaient équipés d'une conception originale permettant de réduire le risque d'ingestion de débris par les moteurs. Le système consistait en une canalisation d'entrée d'air en forme de « S », qui faisait effectuer deux virages successifs assez serrés à l'air qui devait alimenter le moteur. Le premier virage ramenait le flux en avant, puis le deuxième le renvoyait en arrière. Dans le fond du premier virage, un clapet était maintenu en position fermée par un ressort puissant. Lorsqu'un débris était aspiré par le moteur, il arrivait à grande vitesse dans le virage et était éjecté vers la plaque obturatrice par la force centrifuge. L'impact avec celle-ci la forçait à s'ouvrir et le débris était éliminé du circuit d'admission. Ce système n'était toutefois pas infaillible, et les débris plus petits et légers arrivaient quand même à entrer dans le moteur. De plus, les pertes de puissance et la traînée induites par la forme complexe du conduit ont fini par avoir raison de cette technique de construction, qui n'a jamais été réutilisée. Une approche similaire est utilisée sur de nombreux hélicoptères à turbomoteur, en particulier militaires. Un exemple est le Mi-24, qui emploie une entrée d'air de type centrifuge (« Vortex ») qui force l'air à circuler selon un chemin en spirale avant d'entrer dans le moteur. Les débris et les poussières les plus lourdes sont expulsés vers l'extérieur grâce à la force centrifuge créée par la forme particulière du conduit. D'autres hélicoptères emploient des filtres à sable de grandes dimensions, comme le Puma. Ces systèmes sont d'une bonne efficacité contre le sable.
Le chasseur russe MiG-29 est équipé d'entrées d'air ingénieuses, afin de prévenir l'ingestion de débris au roulage et au décollage depuis des aérodromes mal entretenus. La partie frontale (principale) de l'entrée d'air est tout simplement obturée pendant toute la phase de décollage, l'air étant alors aspiré par des entrées d'air secondaires situées au-dessus de l'appareil. Certains avions, comme le Cessna Dragonfly possédaient des grilles amovibles se positionnant devant le moteur lorsque l'appareil était au sol. Ce système était toutefois moins efficace que celui du MiG. De nombreux avions de conception soviétique ont été dotés de pare-boue sur leur roulette avant de train d'atterrissage, alors que d'autres, comme l'Antonov An-74 ont tout simplement des moteurs placés très en hauteur.
Boeing proposa en février 1969 un kit spécial pour protéger les premiers exemplaires du 737 des gravillons. Désigné « Unpaved Strip Kit », il permettait à ces avions d'être utilisés à partir de pistes non préparées ou en gravier. Il comprenait un déflecteur de graviers sur le train d'atterrissage, des feux rétractables sur le bas de l'avion et des écrans empêchant les graviers d'entrer dans les logements de trains quand ceux-ci étaient déployés, protégeant également les éléments vitaux contre de potentiels impacts. Dans ce kit étaient également incluse une peinture renforcée au Téflon sur les surfaces inférieures de l'avion, des protections contre la projection de graviers sur les volets, des antennes renforcées, de nombreuses plaques protectrices et des dissipateurs de vortex, qui réduisaient le flux d'air arrivant par le bas vers le moteur, afin de réduire les probabilités d'ingérer des débris du sol,.
Le constructeur Airbus est en train de tenter une nouvelle approche pour réduire les dégâts causés par les débris. En collaboration avec Israel Aerospace Industries, le constructeur européen développe le « Taxibot (en) », un tracteur de piste contrôlé par le pilote de chaque avion présent sur l'aéroport. Par ce procédé, les avions devant rejoindre les pistes n'auront pas à utiliser leurs moteurs pendant les phases de roulage sur les voies de service, et ne seront donc pas vulnérables aux ingestions de débris.

### Le péril aviaire
Un autre risque majeur présent dans l'aviation moderne concerne les collisions avec les volatiles. Si de petits oiseaux ne laissent que quelques bosses dans le fuselage, les plus gros peuvent mettre en péril un appareil de grandes dimensions. Le risque aviaire concerne aussi bien les moteurs que le reste de l'avion, en particulier son poste de pilotage.
La FAA impose que tous les modèles de moteurs subissent un test qui inclut la projection d'un poulet frais (mais pas congelé) contre un turboréacteur en marche, à l'aide d'un canon spécial. Le moteur ne doit pas forcément encore fonctionner après l'impact, mais ne doit surtout pas causer de dommages importants au reste de l'avion. Théoriquement, si l'impact de l'oiseau force le moteur à « perdre une pale » (il se désintègre et des morceaux sont éjectés dans tous les sens et à grande vitesse), cet évènement ne doit pas causer la perte de l'avion. De nos jours, les poulets ont été remplacés par des blocs de gélatine, moins dégoûtants, mais les tests ne concernent pas que les moteurs. Il est par exemple fréquemment projeté des blocs de gélatine pour tester la résistance aux impacts des pare-brise des avions de ligne modernes.

### La vie sauvage et les zones marécageuses près des aéroports
Des problèmes importants apparaissent avec les aéroports se trouvant sur des zones qui ont été ou sont devenues des zones de repos pour les oiseaux. Si des clôtures ou des grillages peuvent facilement empêcher un sanglier ou une biche d'aller se promener sur les pistes, les oiseaux sont des animaux autrement compliqués à contrôler. Les aéroports emploient souvent un système d'effarouchement qui fonctionne avec un canon au propane, afin de produire un bruit assez puissant pour effrayer tous les oiseaux présents dans les environs. Ce système est toutefois d'une efficacité assez limitée si les oiseaux s'habituent au bruit des détonations, et cause des nuisances sonores désagréables pour le voisinage « humain » de l'aéroport qui, lui, ne s'y habitue pas vraiment.
Les gestionnaires des aéroports emploient tous les moyens possibles pour réduire les populations d'oiseaux au voisinage des aéroports. La fauconnerie est par-exemple une technique ayant montré de très bons résultats. Une autre solution envisagée est l'emploi de végétation artificielle près des pistes, qui priverait les animaux sauvages de toute forme de source de nourriture, d'abri ou d'eau.

## Solutions techniques appliquées et envisagées

### Conférences
Aux États-Unis le plus important regroupement d'experts en FOD était la conférence annuelle sur la prévention des FOD (« National Aerospace FOD Prevention Conference »). Elle était chaque année produite dans une ville différente par le National Aerospace FOD Prevention, Inc. (NAFPI), une association a but non lucratif qui se focalisait sur l'instruction relative aux FOD, leur prévention, et le renforcement de mesures de détection et de l'attention des personnes concernées. Le NAFPI a toutefois dû faire face à des critiques, en raison de sa trop grande focalisation sur les contrôles des outils et des procédés de fabrication.
La première conférence mondiale a eu lieu à l'aéroport d'Heathrow, en novembre 2010. Toutes les informations concernant cette association étaient accessibles sur le site web dédié, mais il semblerait qu'il n'y ait plus eu d'activité sur le site depuis 2012-2013…

### Technologies appliquées à la détection
Il existe un débat concernant la mise au point de systèmes de détection des débris, car leur coût peut rapidement devenir élevé, et les responsabilités attribuées ne sont pas clairement définies. Toutefois, un aéroport, l'aéroport international de Vancouver, affirme que son système de détection de débris pourrait avoir été l'élément essentiel d'un incident dans lequel le personnel au sol aurait été alerté qu'un câble d'acier était présent sur la piste avant qu'aucun avion ne soit affecté.
L'administration fédérale américaine, la FAA, a enquêté sur les diverses technologies de détection des débris, et a établi des standards pour les catégories suivantes :
- Radar ;
- Electro-optique : spectres visibles (standard CCTV) et caméras à faibles niveaux de lumière (LLTV) ;
- Hybrides ;
- RFID on metal (en)

### Amélioration de la tolérance aux dommages
Les effets négatifs des débris peuvent être réduits voire entièrement éliminés en intégrant des zones de précontraintes en compression résiduelle dans les zones de fatigue critiques pendant la fabrication des pièces. Cette technologie complexe ajoute des contraintes pendant le travail à froid de l'élément, parfois avec l'aide d'un laser, en martelant la pièce, ce qui lui apporte une meilleure tolérance aux chocs, mais également à la chaleur. Les zones ainsi traitées reçoivent des impacts sur de très faibles profondeurs, de l'ordre du dixième de millimètre.

### Technologies, informations et systèmes de formation utiles dans la prévention contre les débris
- Systèmes de contrôle des outils aéronautiques ;
- Manuels de prévention des débris (FOD Prevention Program Manuals) ;
- Systèmes de barres magnétiques (pour attirer les débris ferreux) ;
- Matériaux plus résistants, produisant moins de déchets à l'usage ;
- Balayeuses mécaniques performantes, à friction, et à dépression.

## Quelques cas d'incidents/accidents dus à des débris

### Débris sur la piste
L'un des cas les plus célèbres est probablement le crash du Concorde, du vol 4590 Air France, en partance de l'aéroport de Paris-Charles-de-Gaulle, près de Paris, le 25 juillet 2000 et qui s'est écrasé sur un hôtel à Gonesse, une minute et vingt-huit secondes après son décollage, tuant 113 personnes. Le débris en question était une lamelle de Titane faisant partie du mécanisme d'inverseur de poussée d'un des turboréacteurs d'un McDonnell Douglas DC-10 de la Continental Airlines, qui s'était détachée du moteur lors du décollage de l'avion, environ quatre minutes plus tôt. Parmi les victimes, il y eut également quatre personnes au sol.
Un Learjet 36A était au décollage de l'aéroport international de Newport News/Williamsburg (en), en Virginie, le 26 mars 2007, lorsque l'équipage à bord entendit un gros « pop ». Annulant le décollage, l'équipage tenta de contrôler l'effet « queue de poisson » qui affectait l'avion et activa le parachute de queue de l'avion. Ce dernier ne se déploya pas et l'avion sortit de la piste, avec ses pneus à plat. Du personnel de l'aéroport rapporta avoir vu des pierres et des bouts de métal sur la piste après l'accident. Le Conseil national de la sécurité des transports des États-Unis (NTSB) déclara que les débris étaient effectivement la cause de l'accident, bien que la défaillance du parachute ait aggravé les choses.

### Cendres volcaniques
Le 24 juin 1982 le vol 9 British Airways, en vol à destination de Perth, en Australie, traversa un nuage de cendres volcaniques au-dessus de l'Océan Indien. Le Boeing 747-200B fut victime du pompage de ses quatre moteurs, avant qu'ils ne s'éteignent complètement. Les passagers et l'équipage purent assister à un phénomène connu sous le nom de « Feu de Saint-Elme » entourer tout l'appareil. Le vol 9 plongea jusqu'à sortir du nuage de cendres, permettant à ces dernières de dégager les moteurs, qui purent être redémarrés en vol. Le pare-brise du cockpit était très amoché par les impacts des cendres et ressemblait à du verre dépoli, mais l'avion put atterrir en sécurité. L'incident fit l'objet d'un épisode dans l'émission Mayday : Alerte maximum (Saison 4, épisode 2 : « Pluie de cendres »).
Le 15 décembre 1989; le vol 867 KLM, en route vers l'aéroport international de Narita, à Tokyo, Japon, traversa un épais nuage de cendres provenant du Mont Redoubt, qui était entré en éruption le jour précédent. Les quatre moteurs du Boeing 747-400 furent également victimes d'une extinction. Après avoir chuté de 14 000 pieds, l'équipage redémarra les moteurs et atterrit en sécurité à l'aéroport international d'Anchorage, en Alaska.

### Collisions aviaires
Le 20 novembre 1975, un Hawker Siddeley HS.125 au décollage de l'aérodrome de Dunsfold, traversa une volée de vanneaux huppés juste après avoir quitté le sol de la piste et perdit de la puissance sur ses deux moteurs. L'équipe ramena l'avion sur la piste, mais il dépassa son extrémité et traversa une route. L'avion percuta une voiture au passage, tuant ses six occupants. Bien que l'avion ait entièrement été détruit dans le feu qui suivit l'accident, les neuf occupants survécurent au crash.
Le 17 novembre 1980, un Hawker Siddeley Nimrod de la Royal Air Force s'écrasa juste après le décollage de la piste de la base aérienne de Kinloss (RAF Kinloss). Il traversa une volée de bernaches du Canada, causant la défaillance de trois de ses quatre moteurs. Le pilote et le copilote furent tous-deux tués dans l'accident. Le pilote reçut à titre posthume la croix de l’Air Force pour ses actions en maintenant un certain contrôle de l'avion et en sauvant les 18 vies de son équipage. Les restes de pas moins de 77 volatiles furent retrouvés sur et à-côté de la piste,.
Le cas le plus médiatisé est très certainement celui du vol 1549 US Airways, un Airbus A320 qui, le 15 janvier 2009 traversa une volée de bernaches et fit un amerrissage forcé dans l’Hudson River, sauvant tous les occupants présents à bord.

### Contamination des surfaces portantes
Le 27 décembre 1991, le MD-81 du vol 751 Scandinavian Airlines décolla après avoir subi un mauvais dégivrage de ses ailes. L'ingestion de gros morceaux de glace par les moteurs (situés à l'arrière du fuselage, sur cet avion), a causé leur pompage puis leur brutale perte de puissance, à moins de mille mètres d'altitude. Le commandant Rasmussen parvint à faire planer l'avion, et il n'y eut par chance aucun mort,.

### Personnel de maintenance/manutention
Il existe de nombreux cas de personnes ayant été percutées par un aéronef, ou aspirées par un de ses moteurs. Si certaines ont eu beaucoup de chance, d'autres sont mortes de leurs blessures, comme ce mécanicien se tenant à côté d'un 737 à l'aéroport d'El Paso, au Texas, qui a succombé à ses blessures après avoir été aspiré par le turbofan de l'appareil.
Une vidéo très connue montre, par contre, le sous-officier J.D. Bridges, un mécanicien de vingt ans de l’US Navy, aspiré par l'un des moteurs d'un A-6 Intruder, sur le pont du porte-avions USS Theodore Roosevelt, le 20 février 1991. Il a été sauvé par une réaction rapide des autres personnes présentes sur le pont d'envol, ainsi que la destruction du moteur par des outils que portait le mécanicien avant qu'il soit complètement aspiré par le moteur,.

### Élément tombé d'un autre appareil en vol
Un cas inhabituel s'est produit le 28 septembre 1981 au-dessus de la baie de Chesapeake. Pendant les essais en vol d'un F/A-18 Hornet, le centre d'essais aériens de la marine américaine utilisait un Douglas TA-4J Skyhawk comme appareil de poursuite, pour filmer un test de largage d'un rack de bombes du Hornet. L'élément percuta l'aile droite du Skyhawk, en arrachant presque la moitié sur le coup et mettant le feu à l'appareil seulement quelques secondes après l'impact. Les deux membres d'équipage purent s'éjecter et survécurent à l'incident.

## Impact économique
À l'échelle internationale, les débris coûtaient en 2008 à l'industrie aéronautique 13 milliards de dollars par an, directement et indirectement. Les coûts indirects sont près de dix fois plus importants que les coûts directs, et sont représentés par les retards, les changements d'appareils, les coûts de carburant supplémentaires, la maintenance supplémentaire non planifiée et tous les frais associés,. Ces débris causent également des dommages coûteux et importants aux appareils et au personnel, passagers, navigants et ouvriers, causant souvent des blessures et parfois aussi la mort.
Il a été estimé, en 2008, que les débris coûtaient aux compagnies aériennes majoritaires aux États-Unis 26 dollars par vol en réparations d'avions, plus 312 dollars en coûts indirects tels que ceux cités précédemment, retards, changements de plannings, etc,.
« Il existe d'autres coûts qui ne sont pas aussi faciles à calculer, mais sont autant perturbateurs », selon Richard Friend, commandant d'escadre de la RAF et chercheur sur le sujet des débris. « Pour des accidents comme celui du Concorde, il y a des vies perdues, des familles dans la tristesse, ainsi que parfois des suspicions ou des culpabilités qui peuvent durer toute une vie. Ces facteurs ne sont pas calculables mais ne devraient pourtant jamais être oubliés. Si chacun gardait en tête ces facteurs, nous resterions vigilants et pourrions prévenir pour de bon les corps étrangers et les risques qu'ils représentent. En fait, beaucoup de facteurs se combinent et créent une chaîne qui peut mener à une tragédie. »[réf. nécessaire]

## Études
Il n'y a eu que deux études détaillées sur les coûts économiques des débris pour les opérations de lignes aériennes civiles. La première a été menée par Brad Bachtel, de Boeing, qui a évalué un coût de 4 milliards de dollars par an. Cette valeur minimale fut pendant de nombreuses années la valeur standard prise en compte par l'industrie aéronautique pour traiter du problème des débris.
La seconde étude, datant de 2007, fut celle de Iain McCreary de la société consultante Insight SRI, Ltd. Ce rapport était bien plus détaillé et se basait sur les calculs des coûts de maintenance enregistrés par les divers organismes d'entretien des compagnies aériennes. Il séparait également les coûts en coûts « directs » et « indirects » pour les 300 plus grands aéroports mondiaux, avec des notes détaillées sur chaque valeur indiquée. Les recherches menées par Insight furent la référence pour la période 2007-2009, car il s'agissait alors de la seule source présentant de manière aussi détaillée les coûts liés aux débris. Ces recherches furent alors reprises et cités par de nombreux organismes régulateurs, compagnies aériennes, concepteurs de technologies, etc..
Toutefois, bien que ce rapport de 2007 reste la meilleure source publique gratuite de données, une nouvelle analyse, effectuée en 2010 également par Insight, offre de nouveaux chiffres. Elle n'est toutefois par gratuite et on peut y lire que « les lecteurs ne devraient plus prendre en compte les données du rapport de 2007-2008, car il s'agissait d'une première dans le domaine ».
Les chiffres du rapport de 2007-2008 annonçaient :
Coûts directs, par vol : 26 $. Calculé en considérant les dépenses de maintenance des moteurs, les remplacements de pneumatiques, et les dommages de fuselage.
Coûts indirects, par vol : Calculé en prenant en compte un total de 31 catégories individuelles, ce coût pouvait être dix fois celui des coûts directs.